# Henrik Nalbandjan
Henrik Nalbandjan (Armeens: Հենրիկ Նալբանդեան, Jerevan, 31 augustus 1995) is een Armeens voetbalscheidsrechter. Hij is in dienst van FIFA en UEFA sinds 2021. Ook leidt hij wedstrijden in de Bardzragujn chumb.
Op 8 juli 2021 debuteerde Nalbandjan in Europees verband tijdens een wedstrijd tussen Racing Union Luxemburg en Breiðablik in de eerste voorronde van de UEFA Europa Conference League; het eindigde in 2–3 en de Armeense leidsman gaf zes gele kaarten. Zijn eerste interland floot hij op 12 september 2023, toen Malta met 0–2 verloor van Noord-Macedonië door doelpunten van Eljif Elmas en Jovan Manev. Tijdens dit duel gaf Nalbandjan vijf gele kaarten.

## Interlands
| Datum             | Plaats                  | Wedstrijd                   | Uitslag | Competitie             | Kreeg geel | Kreeg voor de tweede keer geel en dus rood | Weggestuurd |
| ----------------- | ----------------------- | --------------------------- | ------- | ---------------------- | ---------- | ------------------------------------------ | ----------- |
| 12 september 2023 | Attard, Malta           | Malta – Noord-Macedonië     | 0 – 2   | EK 2024 kwalificatie   | 5          | 0                                          | 0           |
| 12 oktober 2024   | Zalaegerszeg, Hongarije | Wit-Rusland – Noord-Ierland | 0 – 0   | Nations League 2024/25 | 3          | 0                                          | 0           |
| 8 juni 2025       | Koetaisi, Georgië       | Georgië – Kaapverdië        | 1 – 1   | Vriendschappelijk      | 4          | 0                                          | 0           |

Laatst bijgewerkt op 10 juni 2025.